# Pyrilia caica
Pyrilia caica е вид птица от семейство Папагалови (Psittacidae). Видът е почти застрашен от изчезване.

## Разпространение
Видът е разпространен в Бразилия, Венецуела, Гвиана, Суринам и Френска Гвиана.